# Giardini di pietra
Giardini di pietra (Gardens of Stone) è un film del 1987 diretto da Francis Ford Coppola, tratto dall'omonimo romanzo di Nicholas Proffitt.

## Trama
Il compito del III reggimento, "Old Guard", è quello di svolgere il servizio di guardia d'onore per i funerali dei caduti che vengono inumati nel Cimitero nazionale di Arlington, i giardini di pietra del titolo. Un reparto militare speciale di stanza a Fort Myer, in Virginia, che nel 1968 durante la guerra del Vietnam è guidato da due veterani, sempre impeccabili, il serg. Clell Hazard ed il serg. magg.'Goody' Nelson, amici di lunga data ed entrambi reduci pluridecorati delle guerre precedenti, diventati critici e delusi dopo la tragica offensiva del Têt.
I due sottufficiali con simpatia, che presto si trasforma in affetto, seguono i primi passi della recluta Jackie Willow, figlio di un sergente loro ex collega. Il giovane, che crede ciecamente nei valori militari, si distingue fin dall'inizio come il più bravo delle reclute, istruite rudemente dal Sgt. Flanagan, ma superato l'addestramento desidera più di ogni altra cosa abbandonare la "Old Guard" per il fronte.
Nonostante la guerra volga al peggio, come testimoniano le bare in arrivo sempre più numerose, e sfidando la contrarietà della moglie Rachel, Willow realizzerà il suo desiderio di partire. Il giovane graduato riuscirà a distinguersi per il suo eroismo ma a tornare in patria sarà solo la salma che verrà seppellita ad Arlington e sarà proprio il sergente Hazard, oramai convinto avversore della guerra, anche grazie all'incontro con Samantha, a pronunciare un breve e commosso discorso in sua memoria.

## Curiosità
- Il film, girato quasi dieci anni dopo Apocalypse Now, completa la narrazione della guerra con il punto di vista dal fronte interno.
- La vena di sentimentalismo, che a tratti pervade il film, riguarda il dolore per le giovani vite perdute e riflette probabilmente il dramma della morte del figlio maggiore del regista Gian-Carlo, scomparso in seguito ad un incidente in barca nel 1986. A guidare l'imbarcazione al momento della tragedia era l'attore Griffin O'Neal, inizialmente presente nel cast di Giardini di pietra; in conseguenza dell'incidente, l'attore venne rimpiazzato da Elias Koteas.